# (2924) Mitake-mura
(2924) Mitake-mura (1977 DJ2) – planetoida z pasa głównego asteroid okrążająca Słońce w ciągu 4,91 lat w średniej odległości 2,89 j.a. Odkryta 18 lutego 1977 roku.